# Владимир Жириновски
Владимир Волфович Жириновски (рус. Владимир Вольфович Жириновский), рођен као Владимир Волфович Еделштајн (рус. Влади́мир Во́льфович Эйдельште́йн; Алмати, 25. април 1946 — Москва, 6. април 2022) био је руски политичар, националиста, оснивач и лидер десничарске Либерално-демократске партије Русије, заменик председника руске Думе (2000—2011) и члан Савета Европе.
Умро је 6. априла 2022. године након дуге и тешке болести.